# Уэст-Лейкленд
Уэст-Лейкленд (англ. West Lakeland) — тауншип в округе Вашингтон, Миннесота, США. На 2000 год его население составило 3547 человек.

## География
По данным Бюро переписи населения США площадь тауншипа составляет 32,7 км², из которых 32,0 км² занимает суша, а 0,7 км² — вода (2,06 %).

## Демография
По данным переписи населения 2000 года здесь находились 3547 человек, 1101 домохозяйство и 996 семей.  Плотность населения —  110,7 чел./км².  На территории тауншипа расположено 1118 построек со средней плотностью 34,9 построек на один квадратный километр. Расовый состав населения: 97,01 % белых, 0,34 % афроамериканцев, 0,20 % коренных американцев, 1,21 % азиатов, 0,39 % — других рас США и 0,85 % приходится на две или более других рас. Испанцы или латиноамериканцы любой расы составляли 1,49 % от популяции тауншипа.
Из 1101 домохозяйства в 52,4 % воспитывались дети до 18 лет, в 85,8 % проживали супружеские пары, в 2,5 % проживали незамужние женщины и в 9,5 % домохозяйств проживали несемейные люди. 7,2 % домохозяйств состояли из одного человека, при том 1,2 % из — одиноких пожилых людей старше 65 лет. Средний размер домохозяйства — 3,22, а семьи — 3,40 человека.
34,2 % населения — младше 18 лет, 4,4 % — в возрасте от 18 до 24 лет, 31,2 % — от 25 до 44, 26,6 % — от 45 до 64, и 3,6 % — старше 65 лет. Средний возраст — 36 лет. На каждые 100 женщин приходилось 102,5 мужчин.  На каждые 100 женщин старше 18 приходилось 100,3 мужчин.
Средний годовой доход домохозяйства составлял 96 256 долларов, а средний годовой доход семьи —  98 783 доллара. Средний доход мужчин —  62 031  доллар, в то время как у женщин — 42 226. Доход на душу населения составил 35 764 доллара. За чертой бедности находились 0,3 % семей и 1,0 % всего населения тауншипа, из которых 0,5 % младше 18 лет.